# Khalida Khan
Khalida Khan (Pesjawar, 25 september 1949) is een Pakistaans rechter. Ze begon in 1974 als eerste vrouwelijke rechter in de Noordwestelijke Grensprovincie en klom op tot de eerste vrouwelijke rechter van het hooggerechtshof van Pakistan in 1994. Daarna was ze rechter en vicepresident van het Rwanda-tribunaal en is ze sinds 2012 rechter van het Joegoslavië-tribunaal.

## Levensloop
Khan studeerde aan de Universiteit van Pesjawar en slaagde daar als  Master in Politieke Wetenschappen en Bachelor of Laws. In 1974 werd ze de eerste vrouwelijke rechter in de Noordwestelijke Grensprovincie. Hier klom ze op van burgerlijk rechter tot uiteindelijk de eerste vrouwelijke rechter aan het hooggerechtshof van Pakistan vanaf 1994. Tussendoor was ze onder meer van 1981 tot 1982 speciaal rechter tegen corruptie in Pesjawar en Hazara.
Vanaf 2003 was ze rechter van het Rwanda-tribunaal in Arusha, waar ze van 2007 tot 2011 zowel vicepresident van het tribunaal was als voorzittend rechter van de derde proceskamer. Van 2011 tot 2012 was ze als opvolgster van Dennis Byron president van het tribunaal.
Vervolgens trad ze in maart 2012 aan als rechter van de beroepskamer van het Joegoslavië-tribunaal in Den Haag.